# Christadelfieni

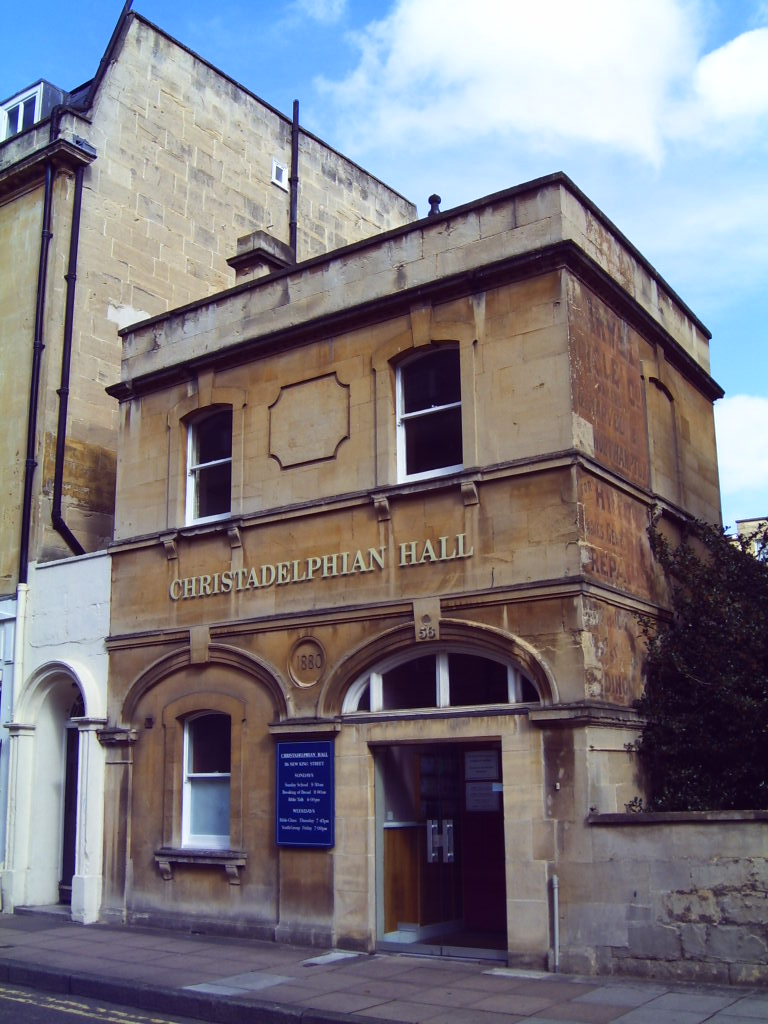
Christadelphian Hall, Bath, England

Christadelfieni ( frați și surori în Christos) sunt o denominațiune creștină non–trinitar, fondat în SUA în sec – XIX lea de doctorul John Thomas. În acest moment ei au biserici pe care ei le numesc „ecclesias” și membri în întreaga lume. Grupuri există în 120 de țări, inclusiv; Marea Britanie (18.000), Australia (9.987), Malawi (7.000), Statele Unite (6.500), Mozambic (5.300), Canada (3.375), Noua Zeelandă (1.782), Kenya (1.700), India (1.300), Tanzania (1.000), și Filipine (1.000). Cu grupuri mai mici din Europa de Est. Totalul este de aproximativ 60.000. (BBC The Christadelphians)

## Credințe
Cele mai importante credințe sunt : 
- cred că Biblia este inspirată din cuvântul lui Dumnezeu;

- Isus este Fiul lui Dumnezeu, dar el nu este Dumnezeu și nu a existat înainte de nașterea Sa;[2]

- Isus se va întoarce pe pământ ca să stabilască regatul lui Dumnezeu;[3]

- moartea reprezintă inconștiența, ei neagă și resping imortalitatea sufletului și cred în imortalitate condiționată; [4]

- Iadul este doar o groapă;

- Botezu ;Botezul este actul prin care un crestin este cufundat in apa ca sa simbolizeze sfirsitul unui fel vechi de viata,si iesirea din apa un inceput nou un om nou.

- Sfântul Duh nu este o persoană ci o reprezentare al puterii lui Dumnezeu;

- Satana nu este o persoană ci personificarea răului uman; Cea mai importantă credință a lor este modul diferit de a-l vedea pe Satana, iar acest lucru diferențiază acest cult de celălalte culte Creștine [5]

Harry Tennant 'Christadelfienii - Credinta si predicile lor' 
Duncan Heaster 'Bazele Bibliei'  .

## Viața spirituală
Christadelfienii se întâlnesc regulat pentru a oficia ceremonia „sfărămițării pâini” în memoria morții lui Isus. Ei se întâlnesc de asemenea în casele lor și în locuri mici de întâlnire. 

## Comunitate
Nu au o putere centrală, toate bisericile sau „ecclesia” sunt autohtone. 300 biserică de Britanic alegere Misiune CBM pentru învățător înăuntru Europa.  (Despre Christadelfieni Arhivat în 11 aprilie 2009, la Wayback Machine.).
Christadelfienii sunt clasificate ca fiind "o biserica protestantă" in Manualul de Biserici in Statele Unite.   Christadelfienii au fost criticați pentru lipsa credinței în Sfânta Treime, de exemplu pastorul calvin Matthew Slick . Sociologul Bryan R. Wilson a studiat acest grup in 1959. El trage concluzia ca Christadelfieni nu au caracteristicile unui cult. El clasificate grupului ca "o stabila introvertita comună sectară ".   